# 아르메니아 혁명 연맹
아르메니아 혁명 동맹(아르메니아어: Հայ Յեղափոխական  하이 헤가포카간 타슈낙추티운, 약칭 ARF/ARF-D), 또는 타슈낙추티운(아르메니아어: Դաշնակցութիւն)은 크리스타포르 미카에리안, 스테판 조리안, 시몬 자바리안이 러시아 제국령 티플리스 (현 조지아 트빌리시)에서 1890년 설립한 아르메니아 민족주의 및 사회주의 정당이다. 오늘날 아르메니아 혁명 동맹은 아르메니아 디아스포라가 형성된 아르메니아, 아르차흐 공화국, 레바논, 이란에서 활동하고 있다. 아르메니아 디아스포라에서 오랫동안 가장 영향력 있는 정당이었음에도 불구하고, 현 아르메니아에서는 비교적 적은 영향력을 가진 정당이다. 2021년 10월 기준으로, 아르메니아 혁명 동맹은 세 개의 국가 의회에 참석하고 있으며, 아르메니아 의회에서 10석, 아르차흐 의회에서 3석, 레바논 의회에서 3월 8일 동맹의 일환으로 3석을 확보했다.
아르메니아 혁명 동맹은 전통적으로 사회민주주의를 지지해왔으며, 1907년 사회주의 인터내셔널에 가입한 뒤 2003년부터 정회원이다. 정치적으로 아르메니아 혁명 동맹은 마르크스주의에 동조하는 사회주의를 지지한다. 마르크스주의적 사회주의 계열에 따라, 아르메니아 혁명 동맹의 프로그램은 "인간과 인간 사회, 사람과 국가는 자유와 평등을 열망하고 그것을 얻기 위해 분투했다"는 유물론적 역사 개념을 고취시키며,"개인과 사회 모두의 발전을 위한 자연적이고 의식적인 투쟁은 삶의 주관적이고 객관적인 요인의 상호작용을 통해 진전되었다"고 말하면서 역사적 맥락은 "민족 해방 투쟁과 인류 사회의 진화적, 혁명적 진보"에 있다고 지속적으로 주장했다. 아르메니아 혁명 동맹은 아르메니아 디아스포라 내의 정당 중 가장 많은 당원을 보유하고 있으며, 20여 개국에 지부를 두었다. 주로 교육이나 인도주의적 계획에 집중하는 경향이 있는 다른 아르메니아 디아스포라 정당과는 달리, 아르메니아 혁명 동맹은 정당들 중 가장 정치적이며, 전통적으로 아르메니아 민족주의의 충실한 지지 세력 중 하나이다. 아르메니아 혁명 동맹은 아르메니아인 집단학살의 인정과 배상 권리에 대한 캠페인을 벌이고 있다. 또한 1920년 세브르 조약에 따른 통일 아르메니아의 수립을 지지한다.
아르메니아 혁명 동맹은 무장 반란을 통해 "터키령 아르메니아의 정치·경제적 자유"를 쟁취한다는 목표를 가진 주로 러시아 제국에서 결성된 다양한 아르메니아 정치집단의 병합을 통해 탄생했다. 1890년대, 아르메니아 혁명 동맹은 개혁을 옹호하고 아르메니아인들이 사는 몇몇 지역에 널리 퍼져있는 학살과 도적들로부터 아르메니아인 마을들을 방어하는 오스만 제국의 다양한 소집단들을 통합하려고 노력했다. 아르메니아 혁명 동맹 회원들은 무장 저항을 통해 아르메니아인 마을을 지키는 페다이 단체들을 결성했다. 아르메니아 혁명 동맹은 1903년 러시아 당국이 아르메니아 교회 재산을 몰수하기로 결정할 때까지 러시아 제국 내에서 혁명 활동을 자제했다. 처음에는 러시아와 오스만, 두 제국의 아르메니아인에 대한 자치와 민주적 권리의 확립을 요구했지만, 1919년 아르메니아 혁명 동맹은 그 계획의 일부로 독립적이고 통합된 아르메니아를 채택했다.
1918년 아르메니아 혁명 동맹은 아르메니아 제1공화국이 탄생하는데 중요한 역할을 했지만, 1920년 소비에트 공산주의자들에게 국가가 전복되었다. 소비에트 당국이 아르메니아 혁명 동맹 지도자를 추방한 이후, 아르메니아 혁명 동맹은 아르메니아 디아스포라 공동체 내에서 수립되었고, 아르메니아인들이 그들의 문화적 정체성을 잃지 않도록 도왔다. 1991년 소련의 붕괴 이후, 아르메니아 혁명 동맹은 아르메니아에서 재수립되었다. 아르메니아의 대통령으로 세르지 사르키샨이 선출되기 전, 그리고 그 후 잠시 동안, ARF는 비록 대선에서 후보자를 지명했음에도 불구하고 연립 여당의 일원이었다.